# Мирогоща (деревня)
Мирогоща — деревня в Старорусском муниципальном районе Новгородской области, относится к Взвадскому сельскому поселению.
Деревня расположена на южном побережье озера Ильмень, на левобережье устья реки Тулебля, у южного берега Тюлебльского залива.

## История
Упоминается впервые в писцовых книгах Шелонской пятины в 1495 году в Чертицком погосте Заруской половины пятины.Прежде здесь был Зватский монастырь. Название происходит от личного имени Мирогость. В 1501 и 1561 году писцовые книги упоминают пожню Мирогоща на протоке Перемять у южного берега Ильменя.

## Экономика
Основным занятием населения деревни является рыболовство.

## Транспорт
Деревня расположена на автомобильной дороге из районного центра — города Старая Русса к административному центру сельского поселения — деревне Взвад, в 12 км от Старой Руссы и 7 км от Взвада.